# Koloman Moser
Koloman Moser detto Kolo (Vienna, 30 marzo 1868 – Vienna, 18 ottobre 1918) è stato un pittore, designer e decoratore austriaco.
Fu tra i fondatori della secessione viennese, svolse gran parte della sua raffinata attività nel campo delle arti applicate, dedicandosi in particolar modo alla realizzazione di stoffe, mobili, vetrate, manifesti, complementi d'arredo, monili.

## Biografia

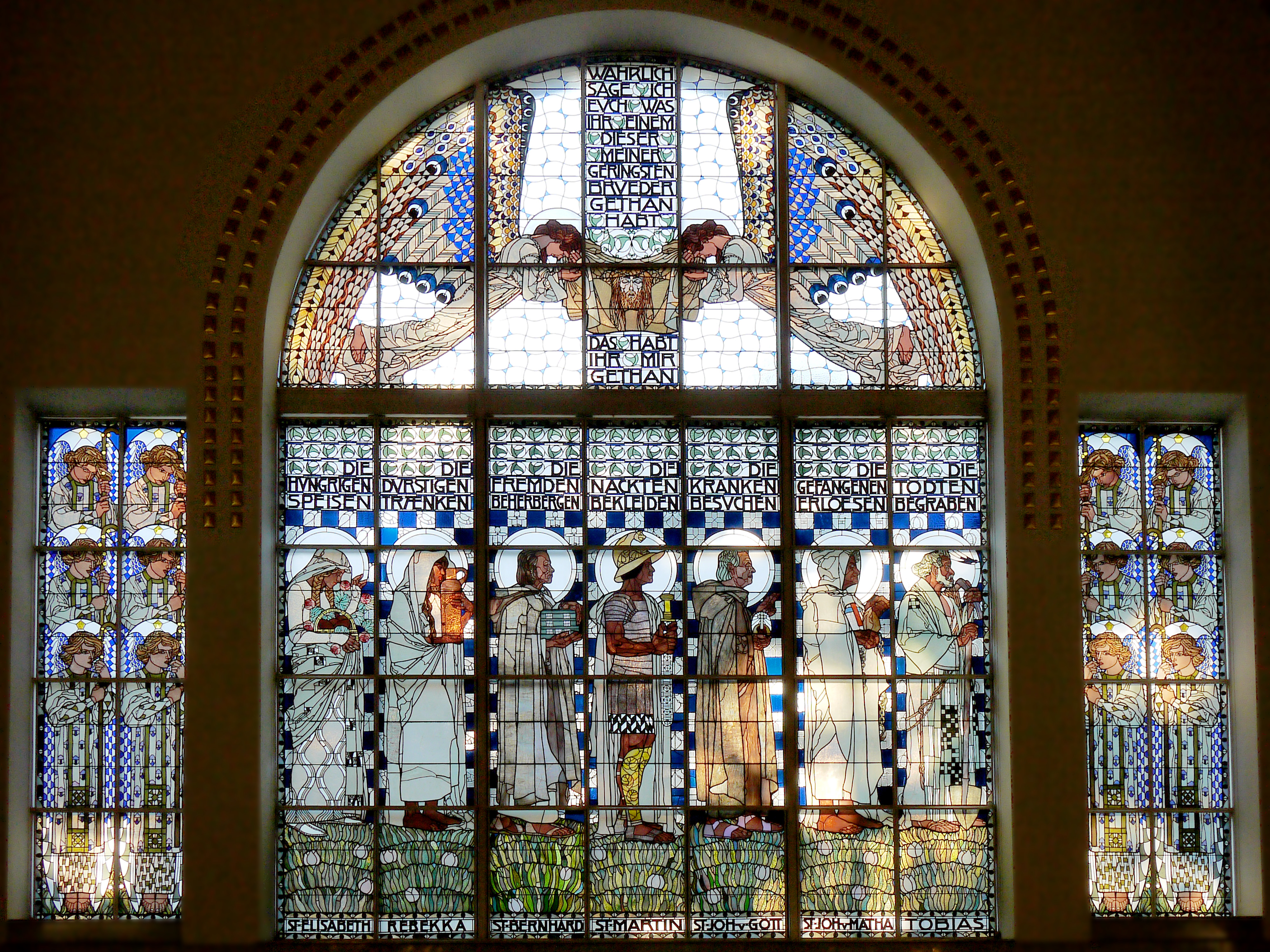
Vetrata occidentale della Chiesa di San Leopoldo a Vienna.

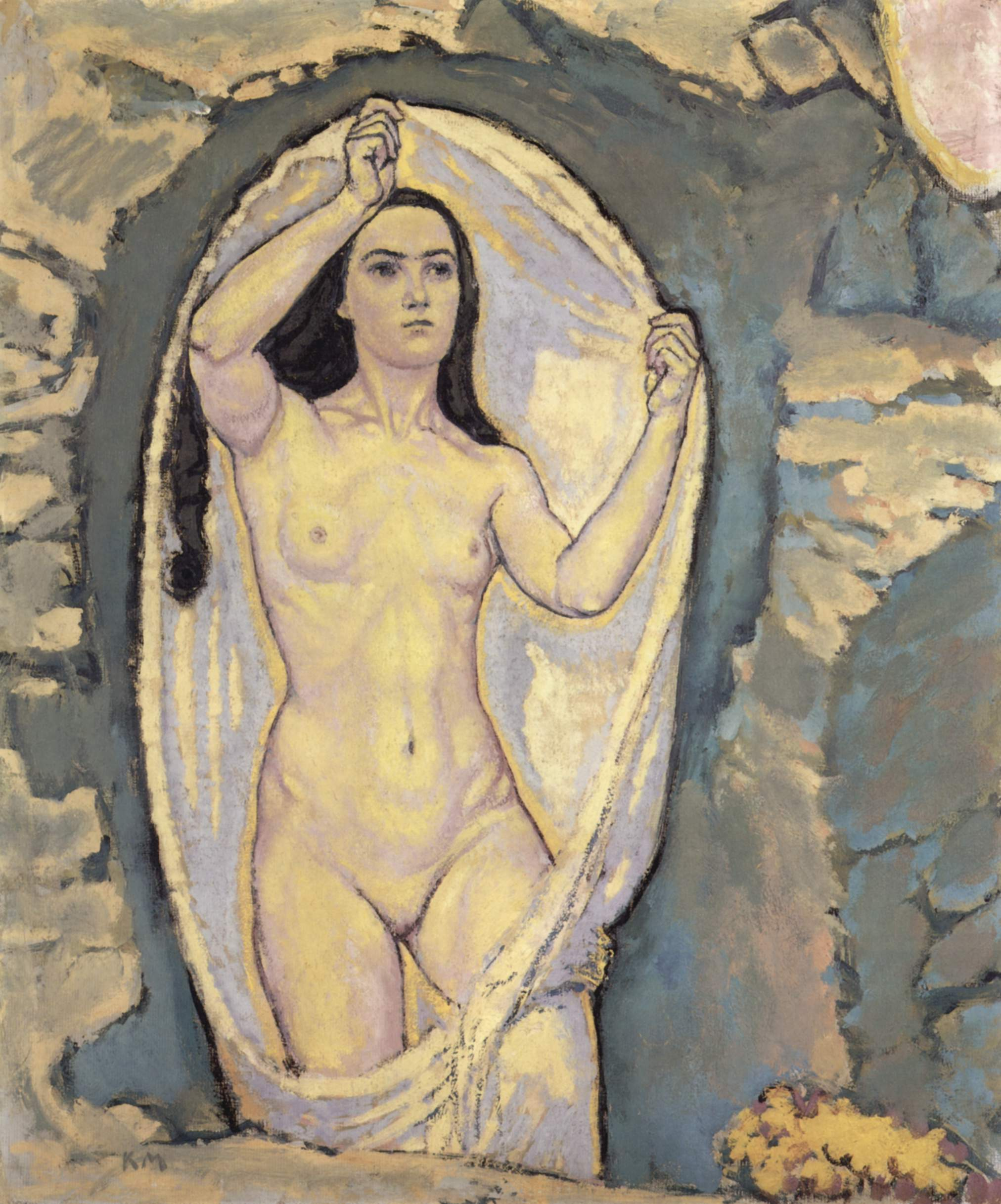
Venere nella grotta (ca. 1915)

Nato a Vienna nel 1868, era figlio dell'amministratore del Theresianum, aristocratica accademia ricca di parchi, maneggi e anche laboratori artigianali d'ogni genere. Libero di frequentare questi ambienti sviluppa così la sua naturale versatilità con i vari mestieri e materiali.
Il padre avrebbe voluto avviarlo al commercio, ma il giovane in segreto prende lezioni di disegno. Nel 1885 entra all'Accademia d'Arte.
Inizia ad aoccuparsi di editoria, soprattutto con l'editore tedesco Schreiber. Nel 1895 collabora con l'editore Martin Gerlach e presso di lui conosce Klimt.
È tra i fondatori del Club dei Sette (Siebener Club), che viene poi ammesso alla Künstlerhaus, la maggiore associazione degli artisti austriaci.
La Secessione viennese lo trova tra i suoi aderenti, insieme a Gustav Klimt, Hoffmann, Helmer ed altri (1897).
Nel 1898 prende parte alla nascita di Ver Sacrum ed inizia la sua collaborazione con Hoffmann. L'anno seguente iniziano i suoi contatti con la fabbrica di porcellane Böch. Si dedica alla progettazione di vetri, porcellane, mobili, tessuti, rilegature di libri, ricami.
Sulla fine del 1901 si occupa per la prima volta di teatro.
Nel 1902 partecipa alla esposizione della secessione dedicata a Beethoven, con un mosaico e alcune vetrate.
Fra il 1906 ed il 1907 realizza dei mosaici e le vetrate per la chiesa di Chiesa di San Leopoldo a Vienna progettata da Otto Wagner.
Nel 1903, insieme a Josef Hoffmann, fonda la Wiener Werkstätte il cui programma di attività viene presentato nel periodico Hohe Warte di cui lo stesso Moser è coeditore dal 1904. Sempre nel 1904 riceve l'importante incarico per le vetrate della chiesa dell'ospedale am Steinhof.
Dopo anni d'intensa collaborazione, nel 1907 abbandona improvvisamente la Werkstätte mosso da divergenze d'opinione.
Arreda la sala "Klimt" per la Kunstschau 1908 e si dedica anche a lavori per il teatro.
Si dedica anche alla pittura ed espone la sua prima personale alla galleria Mietke di Vienna nel 1912. Negli anni successivi si occupa ancora di scenografia, ma con poco successo e molte critiche.
Nel 1913 è spesso in contatto con Ferdinand Hodler ed espone a Budapest, Roma, Düsseldorf e Mannheim. L'anno seguente espone arte scenica a Zurigo.
Nel 1916 avverte i primi sintomi del tumore alla laringe che lo uccide il 18 ottobre 1918.
Nel 1920 la casa editrice Wolfrum inaugura un'esposizione postuma delle sue opere.